# 横須賀綺譚
『横須賀綺譚』（よこすかきたん）は、2019年製作の日本映画で、大塚信一製作、監督によるインディーズ作品。

## 概要
主人公・春樹役に『恋の罪』『こっぱみじん』『走れ、絶望に追いつかれない速さで』などに出演し注目を集める小林竜樹をに迎え、その恋人となるヒロイン知華子には『終わってる』のしじみを起用。その他のキャストに、インディーズ映画から『シン・ゴジラ』といった大作、『anone』などのテレビドラマまで幅広く活躍する川瀨陽太、友情出演に烏丸せつこ。
スタッフには近年稀に見る大ヒットを飛ばした『カメラを止めるな』の上田慎一郎が演出補を担当。脚本は劇場長編デビューとなる大塚信一監督が自ら執筆し、日夜ラーメン屋で働きながら、5年の歳月をかけて作品を完成させた。
初の観客へのお披露目となったのは、2019年にカナザワ映画祭「期待の新人監督賞」に正式エントリーされ、同年 7月14日に上映された。

## キャスト
- 戸田春樹（トダ ハルキ） - 小林竜樹
- 藪内知華子（ヤブウチ チカコ） - しじみ
- 川島拓（カワシマ タクジ） - 川瀨陽太
- 静（シズカ） - 長内美那子
- 陽子（ヨウコ） - 烏丸せつこ
- 田中絵里（タナカ エリ） - 湯舟すぴか
- 梅田（ウメダ） - 長屋和彰

## スタッフ
- 監督/脚本：大塚信一
- 撮影/照明： 飯岡聖英
- 録音/整音：小林徹哉
- 監督補：上田慎一郎
- 助監督：小関裕次郎植田浩行
- 制作：吉田幸之助
- 撮影助手：岡村浩代榮穣
- メイク：大貫茉央
- 美術応援：広瀬寛己
- 配給宣伝：MAP＋Cinemago

## あらすじ
結婚目前だった春樹と知華子は、知華子の父が要介護になったため、別れること決意します。春樹は、知華子との生活と東京での仕事を天秤にかけ、仕事の方を選んだゆえでした。それから震災を挟んだ9年後、被災して亡くなったと思われていた知華子が「生きているかもしれない」との怪情報を得た春樹は半信半疑のまま、知華子がいるという横須賀へと向かうのだが…。

## 公開劇場
東京：Kscinema　7/11～
東京：UPLINK渋谷　8/7〜
東京：下高井戸シネマ　9/19〜
神奈川：横浜シネマリン　8/22～
栃木：小山シネマロブレ
群馬：前橋シネマハウス
愛知：シネマスコーレ
大阪：シアターセブン　8/29～
京都：京都みなみ会館　
兵庫：元町映画館　8/29～
福島：フォーラム福島　9/11～
長野：松本シネマセレクト
広島：横川シネマ　
岡山：シネマ・クレール　